# Онежец (футбольный клуб)
«Онежец» — бывший футбольный клуб из Петрозаводска. Представлял Онежский тракторный завод. В 1961—1963, 1965—1970 гг. имел профессиональный статус, выступал в чемпионате СССР, класс «Б», лучший результат 6 место в 1970 г.

## История
Футбольная команда Онегзавода участвовала в розыгрышах чемпионата Петрозаводска с 1925 г., в 1930-х носила имя «Рот-Фронт», в 1957 г. — «Торпедо».
В 1959 г. команда Онежского завода под руководством Трифонова и Бочина участвовала в розыгрыше первенства РСФСР среди любительских команд, в котором заняла 3 место, уступив первое место команде г. Бокситогорска и второе — команде технологического института г. Ленинграда, опередив спартаковцев г. Шуи и армейцев Пскова и Новгорода.
В 1961 г. была создана команда мастеров «Онежец», в которую перешла часть футболистов команды «Сокол» (Петрозаводск). Эмблемой команды было изображением головы лося. В первый сезон команда заняла последнее, 12 место.
В 1962—1964 гг. командой руководил Константин Александрович Дворжицкий — один из первых футболистов Карелии, в 1927 г. игравший за команду управления зрелищных предприятий, а с 1932 по 1934 гг. игравшего за Сборную Карелии по футболу.
В 1962, 1965 гг. команда получала союзный приз «За справедливую игру».
При команде имелась своя футбольная школа подготовки.
В 1963—1965 годах участвовала в международных товарищеских матчах с финскими футболистами в Петрозаводске и в Финляндии («Паллосеура» (Каяни), «Паннитус», «Варкаус», «Урхо». 22 февраля 1964 г. команда провела товарищеский матч в Петрозаводске с ФК «Динамо» (Ленинград), выступавшей в группе А, матч окончился вничью со счетом 0:0.
В мая 1965 г. команда совершила турне по Финляндии, в котором встречалась с местными командами «Паллокерхо» (Ювяскюля) (победа 6:1), ТУЛ (Сулолахти) (победа 5:0).
23 мая 1965 г. команда встречалась на своем поле с ленинградским «Зенитом», проиграв 2:1.
С 1973 г. потеряла статус команды мастеров, участвовала в чемпионате и кубке Карелии, чемпионатах Петрозаводска. В 1991 г. ФК Онежец участвовал в Чемпионате Карельской АССР, заняв 4 место.
В Петрозаводске проводится ветеранский турнир в память «Онежца», в котором участвует ветеранская команда «Онежец».

## Чемпионат СССР
- 1961 г. — Класс «Б», 1 зона РСФСР — 12
- 1962 г. — Класс «Б», 1 зона РСФСР — 17
- 1963 г. — Класс «Б», 1 зона РСФСР — 14
- 1965 г. — Класс «Б», 1 зона РСФСР — 10
- 1966 г. Класс «Б», 2 зона РСФСР — 9
- 1967 г. Класс «Б», 2 зона РСФСР — 8
- 1968 г. Класс «Б», 1 зона РСФСР — 19
- 1969 г. Класс «Б», 1 зона РСФСР — 13
- 1970 г. Класс «Б», 1 зона РСФСР — 6

## Кубок СССР
- 1961 г. — 1 зона РСФСР, ½ финала.
- 1962 г. — 1 зона РСФСР 1/8 финала.
- 1963 г. — 1 зона РСФСР 1/8 финала.
- 1966/1967 гг. — 1/64 финала.
- 1967/1968 гг. — 2 зона РСФСР 1/8 финала
- 1968/1969 гг. — 1 зона РСФСР 1/16 финала

## Чемпионат Карельской АССР
- 1937, 1960, 1961, 1967, 1972 гг. — чемпион Карельской АССР
- 1959, 1981, 1988 гг. — серебряный призёр[19].
- 1957, 1973 гг. — бронзовый призёр

## Кубок Карельской АССР
- 1959, 1966, 1968, 1975 гг. — обладатель[20][21]
- 1960 г. — финалист
- 1939, 1993 гг. — полуфиналист

## Кубок РСФСР
- 1975 г. — Зона «Север» — 1/8 финала

## Наименования
- 1925—1936 гг. — Онежский завод
- 1937—1940 гг. — Рот-фронт
- 1945—1957, 1959—1960 гг. — ОТЗ
- 1957 г. — Торпедо (Петрозаводск)
- 1961−1993, 2000 гг. — Онежец